# Franciscus Palau y Quer

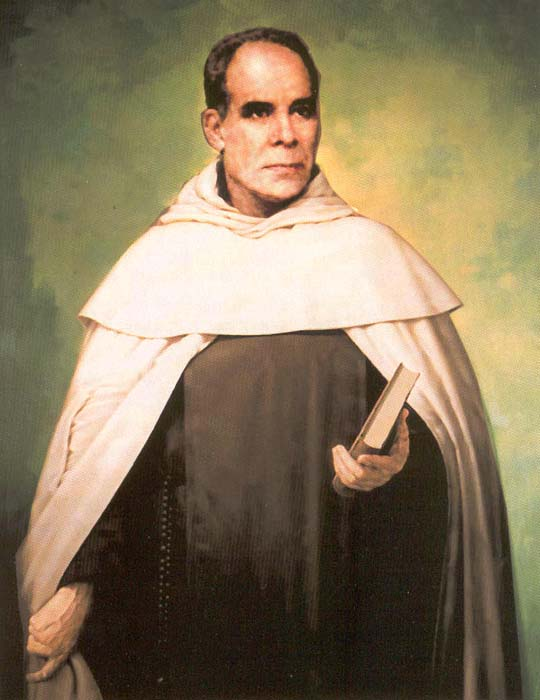

Franciscus Palau y Quer (Catalaans: Francesc Palau i Quer; Aitona, 29 december 1811 - Tarragona, 20 maart 1872) was een Catalaanse frater en priester in de orde van de ongeschoeide karmelieten. Hij is zalig verklaard.